# William Nordhaus
William Dawbney Nordhaus (Albuquerque, 31 de mayo de 1941) es un economista estadounidense. El 8 de octubre de 2018 le fue otorgado, junto a Paul Romer, el Premio del Banco de Suecia en Ciencias Económicas en memoria de Alfred Nobel. 
En 2017, fue galardonado con el Premio Fundación BBVA Fronteras del Conocimiento, en la categoría de Cambio Climático. 

## Educación y carrera
Obtuvo la licenciatura y la maestría en la Universidad de Yale y, en 1967, el doctorado en el MIT. Es profesor en Yale desde 1967, donde además ha desempeñado varios cargos directivos, como prefecto entre 1986 y 1988 y vicepresidente de Finanzas y Administración entre 1992 y 1993. Es miembro de la Academia Nacional de Ciencias de Estados Unidos, de la cual fue elegido presidente en 2013 y ha participado del panel de actividades económicas de la Institución Brookings desde 1972. durante el gobierno de Jimmy Carter, entre 1977 y 1979, fue integrante del Consejo de Asesores Económicos. Desde 1999 es miembro de la Real Academia Sueca de Ciencias de Ingeniería.

## Obras
Es autor de varios libros. Junto con Paul Samuelson es coautor del libro de texto universitario Economics, del cual se han publicado 19 ediciones y ha sido traducido a 17 idiomas. En 1972 Nordhaus y James Tobin publicaron Is Growth Obsolete? (¿Es obsoleto el crecimiento?) un artículo en que propusieron la idea de una medición del bienestar y una economía sostenible. Ha sido un defensor de la teoría de Michał Kalecki sobre el ciclo económico basado en factores políticos, tema sobre el cual ha escrito importantes artículos, como «The Political Business Cycle» (1975) y «Alternative Approaches to the Political Business Cycle» (1989)

### La economía del cambio climático
Nordhaus priorizó como temas de investigación el calentamiento global y el cambio climático, sobre los cuales ha escrito libros entre los que se destacan Managing the Global Commons: The Economics of Climate Change (1994), Warming the World: Economic Models of Global Warming (2000, con Joseph Boyer) y A Question of Balance: Weighing the Options on Global Warming Policies (2008).
Nordhaus considera que «la humanidad está jugando a los dados con el medio ambiente natural a través de una multitud de intervenciones» En los modelos de cambio climático ha analizado el impacto sobre los sectores económicos que como la pesca o la agricultura dependen en alto grado de los ecosistemas no gestionados. Ha tomado en serio los efectos potencialmente catastróficos del calentamiento global. Ha criticado a quienes tratan de sembrar dudas sobre los peligros del cambio climático y los ha comparado con quienes en el siglo pasado cuestionaron las pruebas de los daños causados a la salud por el consumo de tabaco.